# Venera 7

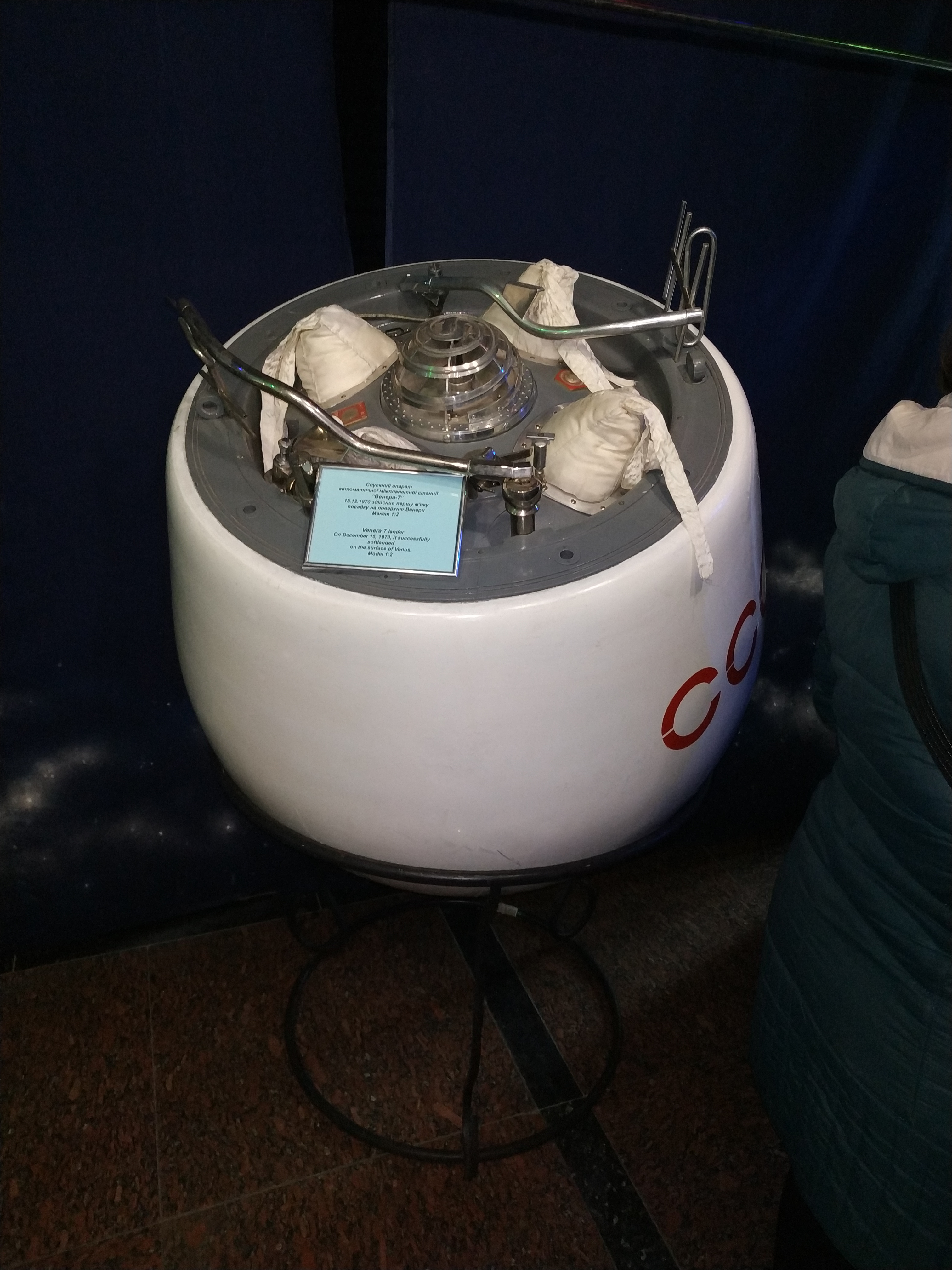
Reprodução do módulo de pouso Venera 7 no Museu de Cosmonáutica Sergei Pavlovich Korolyov

Venera 7 foi um sonda espacial do Programa Vênera enviada a Vénus. Lançada no dia 17 de Agosto de 1970, a sonda pesava 1 180 kg. Venera 7 chegou a Vénus no dia 15 de Dezembro de 1970 e enviou dados por 23 minutos, até que a elevada pressão do planeta a destruísse. A importância histórica dessa missão reside no fato de ter sido a primeira nave espacial a retornar dados após pousar na superfície de outro planeta. 

## Objetivos
A missão objetivava a obtenção de dados da atmosfera do planeta e uma tentativa de pouso controlado na superfície. Para elevar as chances de alcançar as metas propostas, foram lançadas duas sondas idênticas durante a janela de lançamento de agosto de 1970, com uma delas tendo sido a Cosmos 359, a qual não obteve sucesso em atingir a órbita da Terra. A sonda remanescente seria a que se denominaria Venera 7.

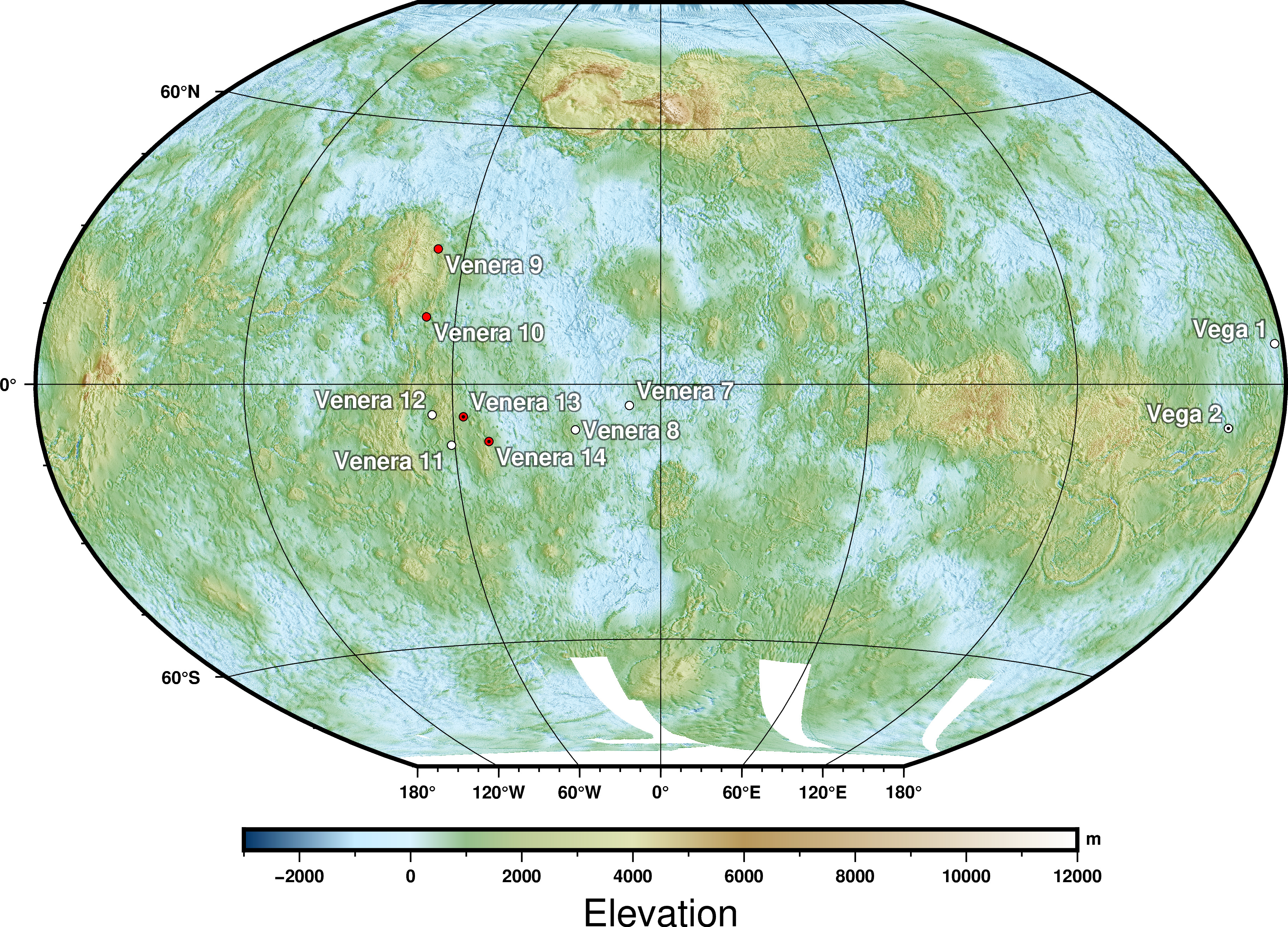
Posição dos locais de pouso da Venera. Pontos vermelhos denotam locais que retornam imagens da superfície, pontos centrais pretos de análise de amostra de superfície. Mapa baseado no mapeamento do Pioneer Venus Orbiter e Magellan.

## Nave espacial e subsistemas
Era similar em design à anteriores Venera 5 e Venera 6, com uma "nave mãe", ou "bus", à qual se ligava uma sonda de entrada atmosférica esférica abrigando o lander (veículo de pouso). Este lander foi desenhado para suportar altas pressões e temperaturas, bem como um eventual impacto violento com o solo, através do uso de uma única concha esférica sem costuras, soldas ou furos.Titânio foi usado na construção da estrutura resistente à pressão, e estava acompanhado de material capaz de absorver impactos. O resultado era um lander mais massivo do que nas tentativas anteriores, fracassadas, de realizar um pouso em Vênus, com uma massa de 490 kg. Havia ainda um pequeno paraquedas de 2,5 m2. A instrumentação do lander se resumia a um termômetro de resistência e a um barômetro aneroide. A nave mãe, por sua vez, tina detectores de vento solar e de raios cósmicos.

## Perfil da missão

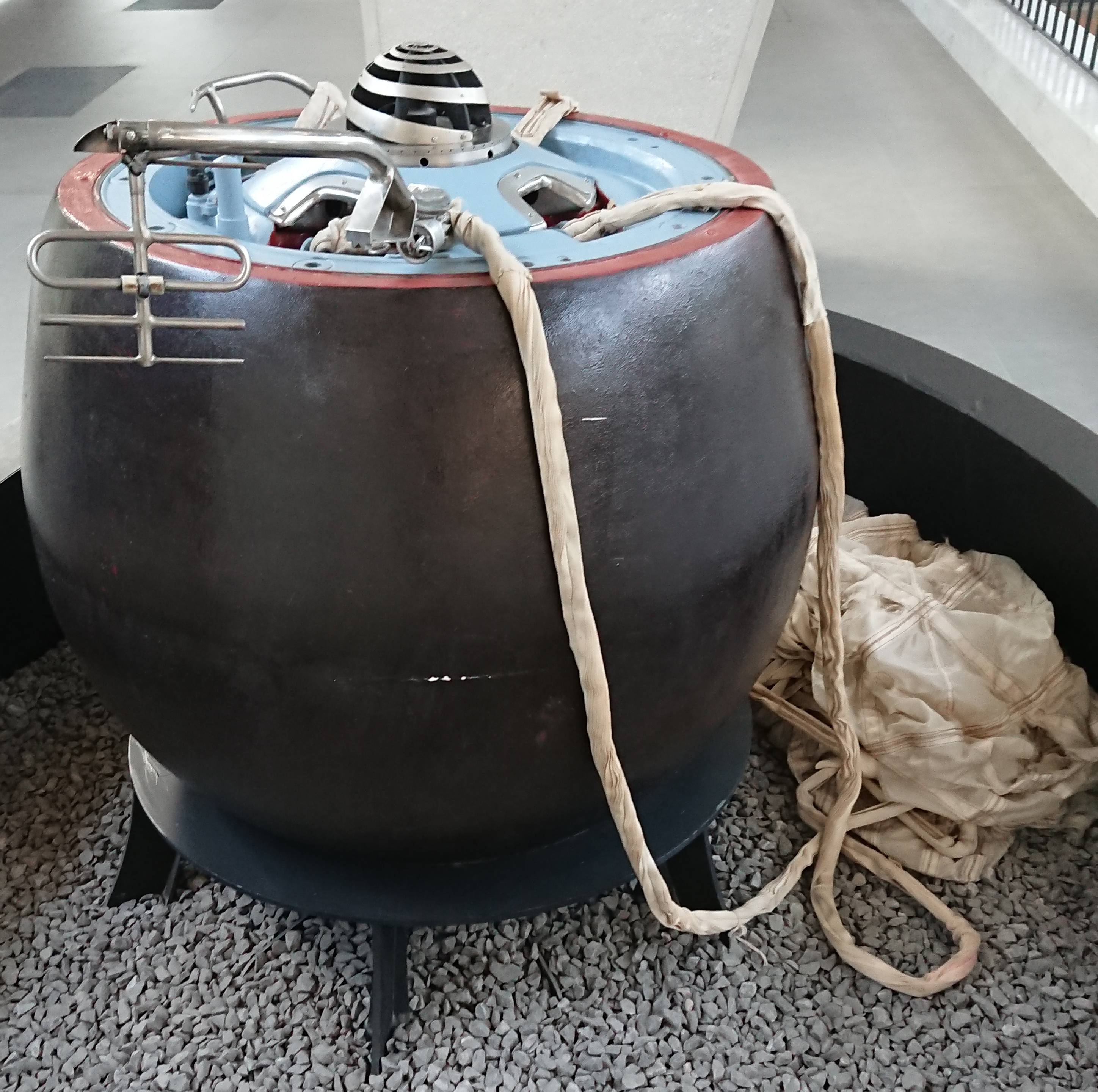
Reprodução do veículo de descida do Venera 7

A sonda Venera 7 foi lançada no dia 17 de Agosto de 1970 às 05h38min22 UT, ficando brevemente em órbita da Terra até que o último estágio do foguete a impulsionasse para Vénus. Em 2 de Outubro e 17 de Novembro, foram efetuadas duas correções no meio do percurso. Deixou-se arrefecer a sonda de aterragem até -8 °C antes da entrada atmosférica. O lander da Venera 7 separou-se do resto da sonda e entrou na atmosfera noturna de Vênus em 15 de dezembro de 1970 às 04h58min44 UT.  Após a frenagem aerodinâmica, a escotilha superior foi ejetada e o sistema de paraquedas foi implantado em cerca de 60 km de altitude. A antena da cápsula foi estendida, e o retorno dos sinais começou. Seis minutos mais tarde, o paraquedas rasgou e depois colapsou, deixando a sonda cair em direção à superfície por mais 29 minutos. A sonda impactou na superfície de Vênus às 05h34min10 UT com uma velocidade de cerca de 17 m/s e os sinais enfraqueceram, depois atingiram força total durante cerca de um segundo, e então aparentemente cessaram. A análise posterior dos sinais de rádio registados revelaram que a sonda tinha sobrevivido ao impacto e continuou a transmitir um sinal fraco durante mais 23 minutos. Acredita-se que a nave espacial pode ter saltado com o impacto e então se estabilizou "deitada" no solo venusiano, mas de um modo que a antena não estivesse diretamente apontada para a Terra. O sensor de pressão tinha falhado durante a descida, mas o sensor de temperatura mostrou uma leitura estável de 475 °C na superfície, e uma pressão de 92 bar com um vento de 2,5 m/s foram extrapolados a partir de outras medições. O ponto de pouso foi de 5 °S, 351 °E. Como maior resultado da missão, ficou definitivamente demonstrado que a superfície de Vénus é completamente hostil à presença humana, algo que já se insinuava a partir de missões anteriores, que já tinham obtido dados de grande parte da atmosfera.